# Mohammad Nabi
Mohammad Nabi Essa Khel (* 1985 in Lugar, Afghanistan) ist ein afghanischer Cricketspieler und ehemaliger Mannschaftskapitän der afghanischen Nationalmannschaft.

## Kindheit und Ausbildung
Nabi wurde in der Lugar-Provinz geboren, jedoch floh seine Familie nach Peschawar in Pakistan als die Sowjetunion in Afghanistan einmarschierte. Mit zehn Jahren begann er dort Cricket zu spielen und nachdem er viel mit dem Tennisball spielte, wurde er in die Arshad Khan’s Academy aufgenommen. In 2003 machte er sein Debüt im wettkampfmäßigen Cricket in der Cornelius Trophy. Bei einem Spiel gegen den Marylebone Cricket Club in Indien fiel er mit einem Century Mike Gatting auf, der ihm Spielmöglichkeiten im MCC gab, was ihm sein First-Class-Debüt verschaffte.

## Zeit als Aktiver

### Debüt in der Nationalmannschaft
Sein Debüt in der Nationalmannschaft gab er im Rahmen des Aufstiegs Afghanistans in der ICC World Cricket League 2007–09 unter Kapitän Nowroz Mangal. Dabei hatte er großen Anteil am Aufstieg des Teams von der Division 5 in die Division 3 und konnte sich somit für den ICC Cricket World Cup Qualifier 2009 qualifizieren. Dort machte er im Spiel um Platz 5 gegen Schottland sein Debüt im One-Day International. Dort konnte er mit 58 Runs ein Half-Century erzielen. Dies gab Afghanistan neue Möglichkeiten, da es ODI-Status bekam und im ICC Intercontinental Cup 2009–2010 First-Class-Cricket spielte. Auch beim ICC World Twenty20 Qualifier 2010 spielte er eine wichtige Rolle. Gegen Irland wurde er in der Vorrunde als Spieler des Spiels ausgezeichnet, als er 43* Runs erzielte. Im entscheidenden Spiel gegen die Vereinigten Arabischen Emirate konnte er drei Wickets für 17 Runs beisteuern und hatte so einen großen Anteil, dass sich Afghanistan erstmals für eine Weltmeisterschaft qualifizierte. Mit 13 Wickets war er der erfolgreichste Bowler des Turniers. Beim Endturnier konnte er nicht viel Beitragen und Afghanistan scheiterte sieglos in der Vorrunde.

### Aufstieg zum Kapitän
Nachdem er bisher Vize-Kapitän war, wurde er im November 2010 als Kapitän der Nationalmannschaft ernannt. Jedoch hatte er diese Position zunächst nur für die Asienspiele 2010 inne. Beim ICC World Twenty20 Qualifier 2012 war er wieder mit verantwortlich für die Qualifikation für die Weltmeisterschaft, bei der man wieder klar früh ausschied. In der ersten Ausgabe der Bangladesh Premier League konnte er für die Sylhet Royals mit 18 Wickets die meisten Wickets für sein Team erzielen.
Im März 2013 wurde er erneut zum Kapitän benannt. In dieser Position führte er das Team wieder durch den ICC World Twenty20 Qualifier zum Endrundenturnier, aber wie die beiden male zuvor scheiterte das Team in der Vorrunde. Beim im Mai 2014 stattfindenden ACC Premier League 2013/14 konnte er mit 77 Runs gegen die Vereinigten Arabischen Emirate seine bisher beste ODI-Runzahl erzielen. Durch die ICC World Cricket League Championship 2011–2013 hatte man sich für den Cricket World Cup 2015 qualifiziert und unter seine Führung das Finale gegen Irland beim ICC Intercontinental Cup 2011–2013 verloren. Beim Asia Cup 2014 führte er das Team zu einem Sieg gegen die Test-Nation Bangladesch, wobei er selbst drei Wickets für 44 Runs beitrug. Er führte das Team zum Cricket World Cup, konnte aber nur wenig beitragen und Afghanistan gelang nur ein Sieg gegen Schottland. Nach dem Turnier gab er im April 2015 den Rückzug als Kapitän bekannt. Unter anderem begründete er das mit seiner schlechten Form.

### Nach dem Rückzug als Kapitän
Im Herbst 2015 wurde er im zweiten ODI der Tour in Simbabwe in der Batting Order auf Nummer 3 befördert und konnte in dieser Position sein erstes Century mit 116 Runs in 121 Bällen erzielen. Er wurde auch zum Spieler der Serie erklärt, nachdem Afghanistan diese gegen die Test-Nation gewinnen konnte. Beim ICC World Twenty20 2016 hatte er großen Anteil daran, dass sich das Team für die Super 10 Runde qualifizierte, nachdem er mit 4 Wickets für 20 Runs gegen Hongkong und 52 Runs gegen Simbabwe jeweils zum Man of the Match gewählt wurde. In der Folge wurde er für zahlreiche Twenty20-Ligen verpflichtet, unter anderem als erster Afghane für die Indian Premier League für die Sunrisers Hyderabad. Beim ICC Cricket World Cup Qualifier 2018 war er eine wichtige Stütze im Team um sich erneut für die Weltmeisterschaft zu qualifizieren.
Nachdem Afghanistan zum Vollmitglied des ICC erhoben wurde, wurde er im Mai 2018 für den ersten Test des Teams nominiert. Dort erzielte er gegen Indien 24 Runs im ersten Innings und war damit Afghanistans bester Batsman. Bei seinem zweiten Test gegen Irland, dem ersten Test-Sieg den Afghanistan erzielte, konnte er mit 3 Wickets für 36 Runs sein bestes Test-Bowling-Ergebnis seiner Karriere erzielen. Beim Cricket World Cup 2019 konnte er gegen Sri Lanka 4 Wickets für 30 Runs und gegen Indien mit 52 Runs ein Half-Century erzielen. Im September 2019 erklärte er nach drei Tests den Rückzug vom Test-Cricket, da er sich zukünftig auf Limited-Overs-Cricket konzentrieren wollte. Im August 2020 konnte er bei der Caribbean Premier League 2020 für die St Lucia Zouks sein erstes 5-Wicket-Haul im Twenty20-Cricket gegen die St Kitts and Nevis Patriots erzielen, als ihm 5 Wickets für 15 Runs gelangen. Er führte das Nationalteam beim ICC Men’s T20 World Cup 2021 und konnte dort gegen Pakistan und Indien jeweils 35 Runs erreichen. Im Sommer 2022 gelangen ihm in Simbabwe 4 Wickets für 34 Runs in den ODIs. Beim ICC Men’s T20 World Cup 2022 konnte er nicht herausstechen und trat nach dem Turnier als Kapitän zurück. Im Sommer 2023 konnte er in der Twenty20-Serie in Bangladesch ein Fifty über 54* Runs erzielen. Während des Asia Cup 2023 konnte er mit 65 Runs ein Fifty gegen Sri Lanka erreichen.  Daraufhin reiste er mit dem Team zum Cricket World Cup 2023, wo ihm gegen die Niederlande 3 Wickets für 28 Runs gelangen, wofür er als Spieler des Spiels ausgezeichnet wurde.